# Старые Полицы
Старые Полицы — деревня в Серебрянском сельском поселении Лужского района Ленинградской области.

## История
Впервые упоминается в писцовых книгах Шелонской пятины 1498 года, как деревня Старые Полицы в Которском погосте Новгородского уезда.
Деревня Полицы, состоящая из 30 крестьянских дворов и при ней усадьба помещика Парского, упоминаются на карте Санкт-Петербургской губернии Ф. Ф. Шуберта 1834 года.

ПОЛИЦЫ — деревня, принадлежит: малолетним детям Дмитрию, Любви, Владимиру и Надежде Парским, число жителей по ревизии: 27 м. п., 29 ж. п.

подпоручику Павлу Парскому, число жителей по ревизии: 21 м. п., 22 ж. п.

действительной статской советнице Надежде Трофимовой, число жителей по ревизии: 5 м. п., 6 ж. п.

статской советнице Елене Тулубьевой, число жителей по ревизии: 5 м. п., 7 ж. п.

коллежскому асессору Арсению Карамышеву, число жителей по ревизии: 10 м. п., 9 ж. п.

капитанше Софье Болотовой, число жителей по ревизии: 4 м. п., 5 ж. п.

генерал-адъютантше Софье Храповицкой, число жителей по ревизии: 4 м. п., 4 ж. п.

действительному статскому советнику Ивану Трофимову, число жителей по ревизии: 10 м. п., 11 ж. п. (1838 год)

Деревня Полицы из 30 дворов отмечена на карте профессора С. С. Куторги 1852 года.

ПОЛИЦЫ — деревня господ Кованько, Парских, Трофимовой, Тулубьева, Карамышева и Храповицкой по просёлочной дороге, число дворов — 36, число душ — 127 м. п. (1856 год)

ПОЛИЦЫ — деревня владельческая при ключе, число дворов — 42, число жителей: 130 м. п., 128 ж. п. (1862 год)

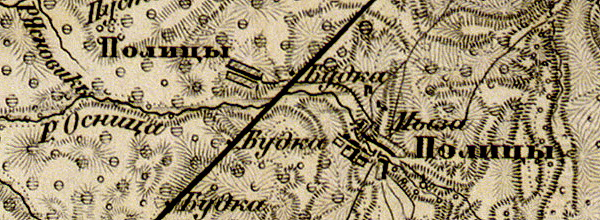
Деревня Старые Полицы на карте 1863 года

Согласно карте из «Исторического атласа Санкт-Петербургской Губернии» 1863 года деревня называлась Полицы, через неё протекала река Осница, в деревне находилась мыза.
Сборник Центрального статистического комитета описывал её так:

СТАРЫЕ ПОЛИЦЫ — деревня бывшая владельческая, дворов — 35, жителей — 192; часовня, лавка. (1885 год)

В XIX веке деревня административно относилась ко 2-му стану Лужского уезда Санкт-Петербургской губернии, в начале XX века — к Поддубской волости 4-го земского участка 4-го стана.
По данным «Памятной книжки Санкт-Петербургской губернии» за 1905 год деревня Старые Полицы входила в Полицкое сельское общество, 179 десятин земли в Полицах принадлежали действительному статскому советнику Александру Васильевичу Добрякову.
С 1917 по 1923 год деревня Старые Полицы входила в состав Ново-Полицкого сельсовета Поддубской волости Лужского уезда.
С 1923 года, в составе Старо-Полицкого сельсовета Городецкой волости.
С 1924 года, в составе Больше-Клобутицкого сельсовета.

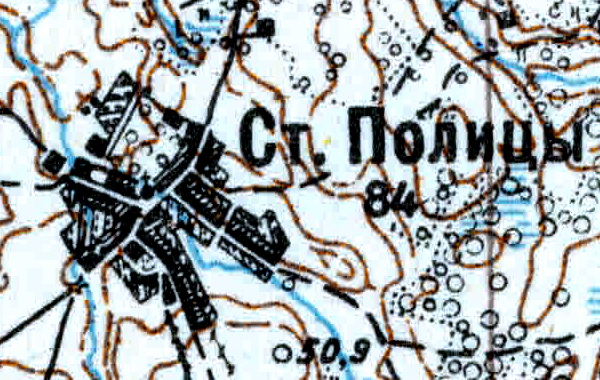
Деревня Старые Полицы на карте 1926 года

Согласно топографической карте 1926 года деревня насчитывала 84 крестьянских двора, в центре деревни находилась часовня.
С февраля 1927 года, в составе Лужской волости, с августа 1927 года — Лужского района.
По данным 1933 года деревня Старые Полицы входила в состав Клобутицкого сельсовета Лужского района.
C 1 августа 1941 года по 31 января 1944 года деревня находилась в оккупации.
По данным 1966 года деревня Старые Полицы также входила в состав Клобутицкого сельсовета.
По данным 1973 и 1990 годов деревня Старые Полицы входила в состав Серебрянского сельсовета.
По данным 1997 года в деревне Старые Полицы Серебрянской волости проживали 15 человек, в 2002 году — 25 человек (русские — 96 %).
В 2007 году в деревне Старые Полицы Серебрянского СП проживали 23 человека.

## География
Деревня расположена в южной части района к юго-западу от автодороги 41К-145 (Ретюнь — Сара-Лог).
Расстояние до административного центра поселения — 5 км.
Деревня находится близ железнодорожной линии Луга — Псков. Расстояние до ближайшей железнодорожной станции Серебрянка — 5 км.
Деревня находится близ административной границы с Псковской областью.

## Демография
| 1838 | 1862 | 1885 | 1997 | 2007 | 2010 | 2017 |
| ---- | ---- | ---- | ---- | ---- | ---- | ---- |
| 179  | ↗258 | ↘192 | ↘15  | ↗23  | ↘20  | ↘15  |

## Улицы
Заречная, Лесная, Лужская, Мещанская, Морская, Нагорная.